# یوآخیم پیرش
یوآخیم پیرش (آلمانی: Joachim Pirsch؛ ۲۶ اکتبر ۱۹۱۴ – ۲۵ اوت ۱۹۸۸) قایقران روئینگ اهل آلمان بود.
وی در مسابقات کشوری و بین‌المللی در مجموع برندهٔ ۱ مدال طلا، ۱ مدال نقره شده‌است.